# Перец (еврейская фамилия)
Пе́рец (ивр. פֶּרֶץ‎ — «пролом», «прорыв») — род, упомянутый ещё в Библии, а также еврейские фамилия и имя.

## Этимология
Перец (в синодальном переводе Фарес, в переводе Российского Библейского общества (2001 г.) Парец), которого иудейская традиция считает основателем рода — сын Иегуды от Фамарь. Имя своё библейский Пе́рец (ивр. פֶּרֶץ‎) получил от глагола «идти напролом» (ивр. פַרַץ‎ — пара́ц) за проявленные при рождении напор и настойчивость.
Вот современный перевод отрывка недельной главы Торы (где все имена читаются на иврите), читаемой в синагогах в ханукальную субботу:

27. И когда настало время родов её, и вот — близнецы в утробе её. 
28. А при родах её высунул один руку, и взяла повитуха, и навязала ему на руку алую нить, сказав: «этот вышел раньше». 
29. Но едва возвратил он руку свою, как вот вышел брат его. И она сказала: «как прорываешься ты напролом!» И нарекли ему имя Перец. 
30. Потом вышел брат его, у которого на руке алая нить, и нарекли ему имя Зерах.
— «Ваешев», недельная глава Торы на сайте Маханаим

## Фамилия
Фамилия Перец встречается как среди сефардов, так и среди ашкеназов.
В средневековой Испании, представители семьи Перец достигли высокого положения, но в XVI веке после изгнания евреев из Испании, часть бежала, в основном в Марокко, где основали два местечка, Тиюлит (ивр. טיולית‎) и Дадаш (ивр. דאדש‎), часть на Балканы, часть в Цфат, где рабби Перец Кальби был главой городской общины в 1496 году. Однако, часть была вынуждена креститься под угрозой инквизиции.
С течением времени, возникали вариации родового имени. Например, в Венгрии, закон «Systematica Gentis Judaicae Regulatio» от 31 марта 1783 объявлял недействительными документы на иврите. Императорский указ 23 июля 1787 дополнительно уточнил требование на фамилию. Для того, чтобы выполнить требование властей убрать семитское слово Перец и принять венгерскую фамилию, но при этом, из желания сохранить свою, Перец было изменено на Перцель, что и на идише является уменьшительным от имени Перец и в то же время словом венгерского языка.
В Российской империи фамилия была распространена главным образом среди литваков (Курляндская губерния, Гродно, Минск, Житомир). Однокоренные варианты: Пейрец, Перецик, Перцес, Перчик, Перцев, Перчикес и множество других.

## Род Перец в Библии
К роду Перец (иврит) принадлежал царь Давид (см. Руф. 4:18—22). Соответственно, из рода Перец происходил его сын, царь Соломон, и все цари Иудеи. Последователи иудейского религиозного движения Хабад считают, что Машиах (Мессия — «Машиах» (משיח)) будет из рода Перец. Евангелия от Матфея и от Луки также, через Давида, относят к этому роду и родословие Иисуса и по мужской и по женской линии.

## В искусстве
В современном голливудском кино имя связано со стереотипом «еврейского супермена»
- (фильм «Последний Бастион»)
- Хэп Перчицки — главный герой в фильме «Чего бы это не потребовало» (англ.) на сайте Internet Movie Database

В других фильмах
- Соломон Перец — в фильме режиссёра Милоша Формана «Рэгтайм»
- Янош Перцель — главный герой в советско-венгерском фильме «Держись за облака»
- В фильме «и все осветилось», снятый в Одессе с участием Элайджа Вуда, главный герой еврей - Александр Перец

В литературе
- Филолог Перец — персонаж романа братьев Стругацких «Улитка на склоне».